# Shishani Vranckx

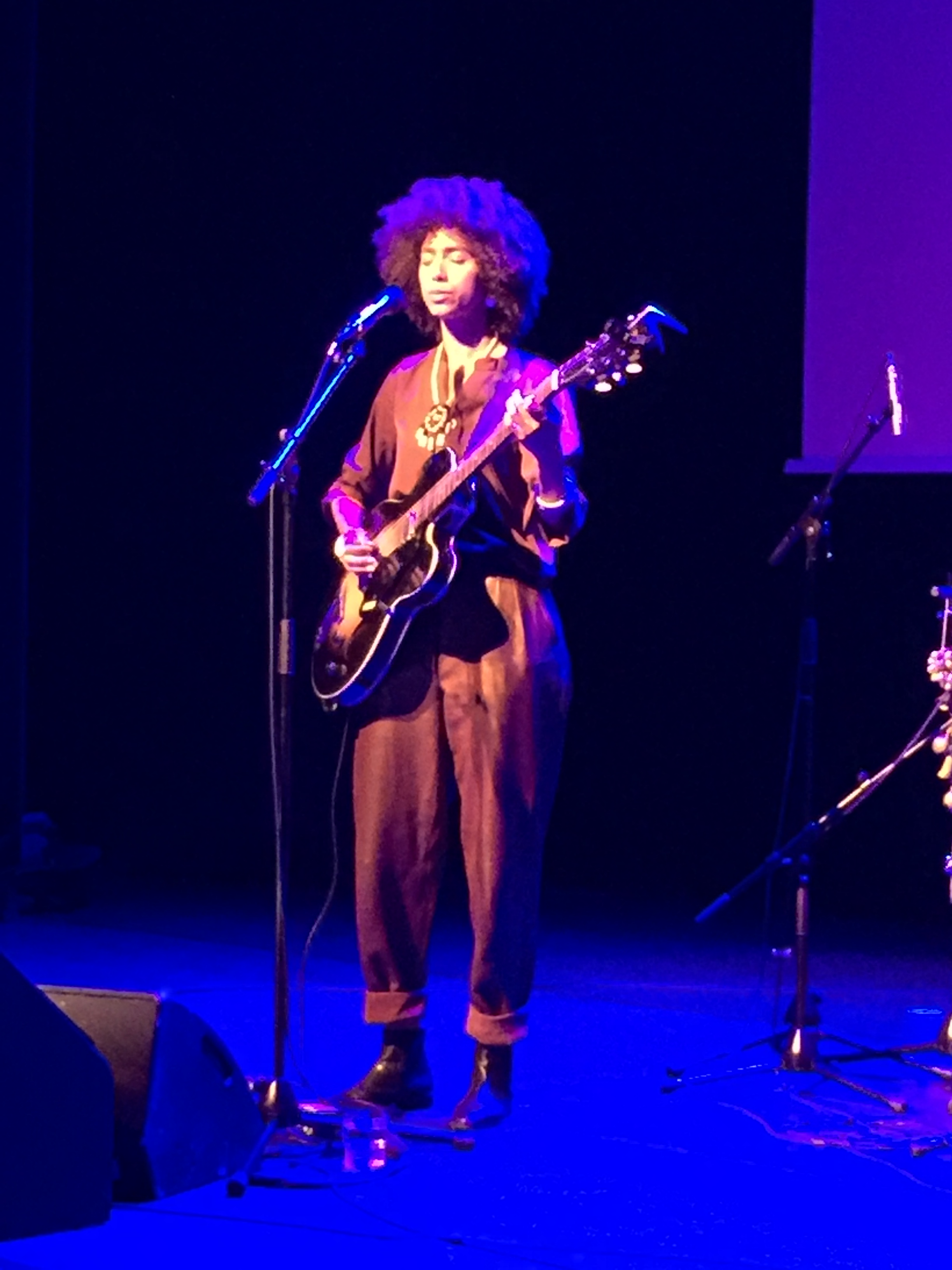
Shishani (Amsterdam, 2020)

Shishani Vranckx (* 1987 in Südwestafrika), auch nur als Shishani bekannt, ist eine namibisch-belgische Musikerin (Gesang, Gitarre, Komposition) und Kulturanthropologin.

## Leben und Wirken
Vranckx verbrachte ihre ersten fünf Lebensjahre in Namibia, dann in den Niederlanden. Namibische Musik, vor allem die Marimba- und Chormusik, lernte sie durch ihren Vater kennen, Jazz durch ihren Halbbruder, den Jazzpianisten Ernst Vranckx. Sie studierte zwei Jahre Jazz am Prins Claus Conservatorium in Groningen, absolvierte dann ihren Bachelor in Kulturanthropologie, um dann in Musikwissenschaften mit einem Master abzuschließen.
Vranckx’ Durchbruch als Sängerin fand in Afrika statt. In Namibia wurden ihre Songs geschätzt. Einem Auftritt bei den Namibian Annual Music Awards 2011 folgte ein Jahr später der Gewinn des Wettbewerbs Last Band Standing (Liveband). Ihr Song Minority wurde bei den Namibian Annual Music Awards 2012 zweimal nominiert.
2014 gründete sie mit dem Perkussionisten Sjahin During zusammen Namibian Tales, ein akustisches Quartett, das in die musikalischen Traditionen Namibias eintaucht. 2015 trat die Gruppe beim Afrika Festival Würzburg auf. Im Folgejahr gewann das Quartett mit seinem Debütalbum Itaala in den Niederlanden die Auszeichnung Best World Music Album und tourt seitdem international. 2017 reiste Namibian Tales in die Kalahari, um mit vier Frauen aus der San-Gemeinschaft in Namibia zusammenzuarbeiten. Gemeinsam spielten und nahmen sie das Album Kalahari Encounters auf, das 2017 erneut das Best World Music Album in den Niederlanden wurde. 2018 waren Namibian Tales & die San Ladies erfolgreich auf Tournee in Europa. Weiterhin trat sie mit Neco Novellas und mit Bodek Jankes Song auf; auf dessen Album Song2 (2019) interpretiert sie auch zwei eigene Lieder.
Vranckx hat auch verschiedene Kunstinitiativen in Namibia geleitet, die sich auf die soziale Aufwertung konzentrieren. Sie ist Mitbegründerin von ARTNAM und setzt sich für die Förderung der namibischen Kunst ein. In ihrer Arbeit als Anthropologin und Musikwissenschaftlerin hat Vranckx sich auf zeitgenössische städtische namibische Musik spezialisiert; sie veröffentlichte 2015 über die Entwicklung der namibischen Musikindustrie in Music in Africa und 2019 drei Beiträge in der Bloomsbury Encyclopaedia of Contemporary Music of the World. Sie leitet ein von der UNESCO finanziertes Projekt Namibian Tales – Kalahari Encounters.